# Skolastik

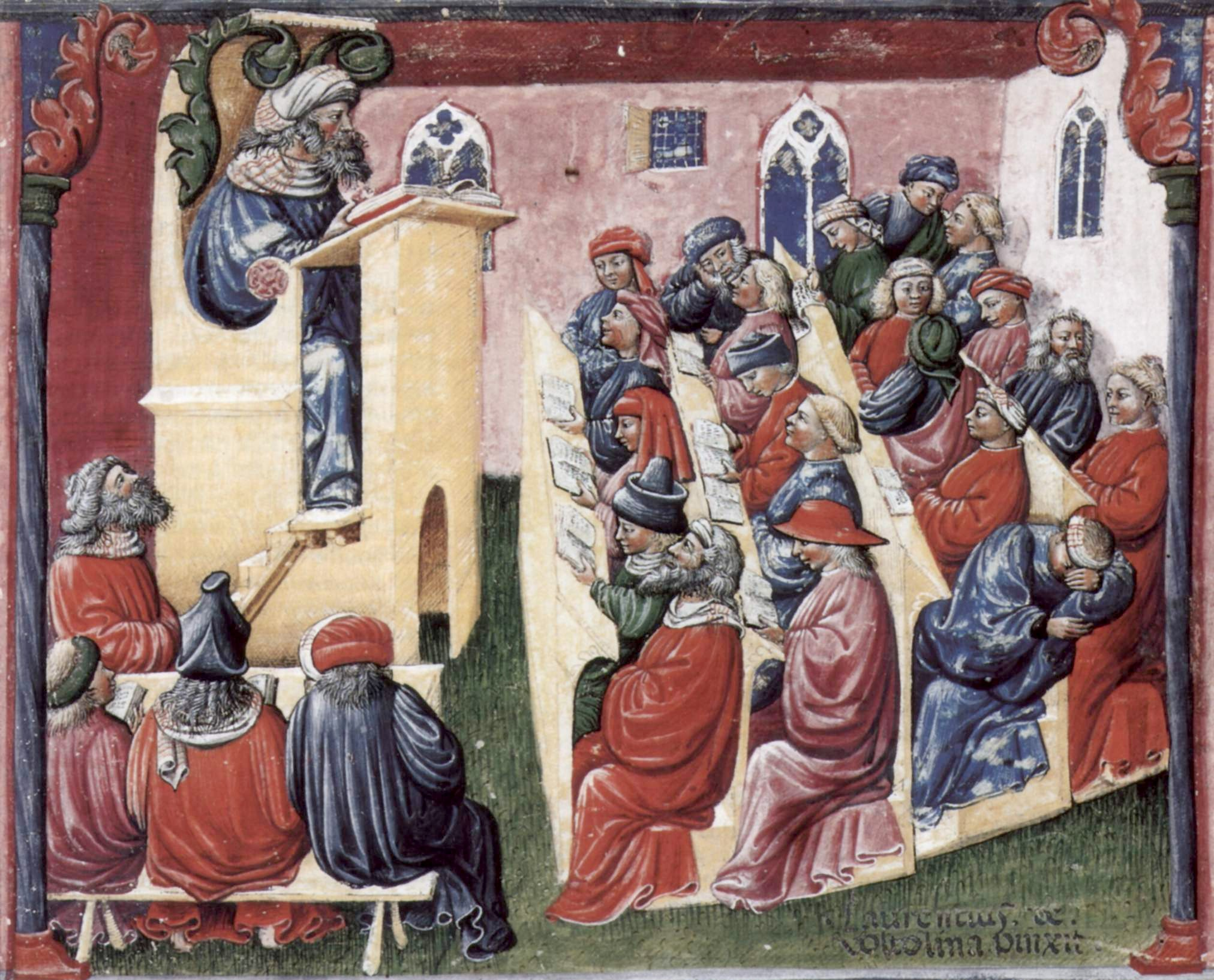
1300-talsmålning föreställande en universitetsföreläsning.

Skolastik (ytterst av grekiska scholastikos, "person som ägnar sin lediga tid åt studier") är den filosofiska och vetenskapliga huvudströmningen under högmedeltiden. Skolastiken berörde alla sidor av det dåtida vetandet och strävade att utveckla den teologiska vetenskapen. 
Skolastiken försökte förklara alla trossanningar i termer av förnuftssanningar. Utgångspunkten är att den kristna tron i princip kan begripas. Innehållet utvecklades i skolor och universitet, i samband med studiet av Skriften, av kyrkofäderna, eller erkända (ofta antika) klassiker, kallade auctores. Skolastikens viktigaste redskap var diskussioner, debatter och logik, varigenom man via slutledningar ansåg sig kunna uppställa rationella utsagor om Gud, världen och skapelsen. Målet var att framställa hela kristendomens sanning och att rationellt vederlägga de invändningar som anförts mot den. 
Den tidiga skolastiken (1000–1200) ägnade sig framför allt åt logik, metafysik och semantik. Bland dess företrädare märks Anselm av Canterbury och Pierre Abaelard. 
Under högskolastiken (1200-talet), skolastikens blomstringstid, inarbetades Aristoteles tänkande i den kristna teologin och filosofin. Startskottet var plundringen av Konstantinopel som ägde rum år 1204 men även från de erövrade moriska städerna under den reconquistan.  Genom dessa kom, tillsammans med mängder av reliker, även en del av antikens kunskaper, som tidigare varit förbehållen Romarriket och det Bysantinska riket, tillbaka till Västeuropa. På sätt och vis kom även makten över den kristna teologins utveckling att under högskolastiken börja förflyttas till Västeuropa. Högskolastikens främsta företrädare var Albertus Magnus, Thomas av Aquino och Bonaventura. Denna tids främsta förtjänst var i vetenskapsteoretiskt avseende och inom forskningsfälten naturfilosofi, psykologi,[källa behövs] filologin.

## Begynnande utfasning
Senskolastiken (1300-talet) var en nedgångsperiod på grund av att kyrkan började mista sin enhet och de kristna splittrades i olika trosuppfattningar. Nominalismen (med bland andra William av Ockham) sysslade med frågor gällande förhållandet mellan kyrka och stat, och var av viss betydelse för den politiska filosofin. 
Skolastiken upplevde dock en efterblomstring i Spanien under 1600-talet.